# EzFlyer
ezflyerは、SyQuestの発売していたリムーバブルメディア（リムーバブルハードディスク）である。1996年発売開始。容量230MB。

## 概要
ezflyerは、同社製品であるEZ135の後継機種であり、容量含め。EZ135で不評であったさまざまな点が改良されている(後述の特徴を参照)。EZ135の上位互換であり、ezflyer用の230MBディスクの他に、EZ135用のディスク（135MB）が読み書き可能である。
ezflyerは、ハードディスクのディスク部をカートリッジに収め、ディスク部を着脱可能にしたリムーバブルハードディスクと呼ばれる製品の一種。カートリッジには片面利用のディスク1枚が封入されていて、この点はEZ135と同様。
つくりのよさ、性能面での評価は高かったが、価格面でライバルのZipやスーパーディスクにかなわず、一般ユーザーへの普及度は低かった。その後SyQuestの業務停止（1998年）・破産にしたがい製造は中止された。しばらくの間、SyQuestのサイトでサポート、メディアの販売のみが行われていた。

## 特徴
EZ135同様、リムーバブルハードディスクゆえリード・ライトが高速である。EZ135からの主な変更点としては、容量のほか、主に以下の点が挙げられる。
- メディア脱着の簡素化

EZ135（を含めたSyQuestの従来製品のほとんど）はまずディスクを挿入し、その後ノブを動かしてディスクをロックするとドライブが読み込みを始める。イジェクトは、イジェクトボタンを押すとディスクを固定していたノブのストッパーが外れるので、その後ノブを動かしてディスクを取り出していた。この形式は操作性が悪く、時代遅れだとの意見が多かった。ezflyerは競合他社の製品と同じくスロットイン・オートイジェクトを採用した。
- デザイン性の向上

EZ135（を含めたSyQuestの従来製品のほとんど）の外付けドライブは、内蔵用ドライブをそのまま外付けケースに入れただけで、デザイン上、あまり評判がよくなかった。ezflyerでは、外付けドライブの筐体を専用にデザインされたものにした。（日本ではグッドデザイン賞受賞）

## 仕様
- 容量：230MB/1枚
- 最大データ転送速度：2.4MB/sec
- 平均シークタイム：13.5ms

## インターフェース
- 外付け - パラレルポート、SCSI
- 内蔵 - IDE